# Aardbeving Middelstum 2006
Op 8 augustus 2006 vond er een aardbeving plaats bij het Groningse dorp Middelstum. De aardbeving mat 3,5 op de schaal van Richter. Daarmee is het de op een na krachtigste aardbeving die ooit gemeten is in de provincie Groningen. De aardbeving werd geïnduceerd door het Groningenveld. Alleen de aardbeving bij Huizinge op 16 augustus 2012, met een magnitude van 3,6, was krachtiger.